# Mikołaj Bernadotte
Mikołaj Bernadotte (szw. Nicolas Paul Gustaf; ur. 15 czerwca 2015 w Danderyd) – książę Szwecji, książę Ångermanlandu, wnuk króla Szwecji, Karola XVI Gustawa. Jest drugim dzieckiem księżnej Hälsinglandu i Gästriklandu, Magdaleny Bernadotte, oraz jej męża, Christophera O’Neilla. Obecnie zajmuje jedenaste miejsce w linii sukcesji do szwedzkiego tronu – za starszą siostrą, Eleonorą, a przed młodszą siostrą – Adrianną.

## Życiorys

### Narodziny i chrzest
Urodził się 15 czerwca 2015 o 13.45 w Danderyd jako drugie dziecko Christophera O'Neilla oraz jego żony, księżnej Hälsinglandu i Gästriklandu, Magdaleny Bernadotte, najmłodszej córki króla Szwecji, Karola XVI Gustawa. W dniu urodzin ważył 3.08 kilogramów i mierzył 49 centymetrów.
Dwa dni później, 17 czerwca 2015 roku, w czasie posiedzenia szwedzkiego rządu, jego dziadek, Karol XVI Gustaw ogłosił, że chłopiec otrzymał imiona Mikołaj Paweł Gustaw (szw. Nicolas Paul Gustaf) oraz tytuł księcia Ångermanlandu. Drugie imię, Paweł, nosi jego dziadek ze strony ojca, Paul O'Neill, natomiast trzecie – dziadek ze strony matki, król Szwecji, Karol XVI Gustaw. Następnego dnia w kaplicy Pałacu Królewskiego w Sztokholmie odbyło się uroczyste nabożeństwo (Te Deum) z okazji przyjścia na świat małego księcia.
Został ochrzczony w wierze luterańskiej 11 października 2015 roku w kaplicy pałacu Drottningholm. Jego rodzicami chrzestnymi zostali: brat matki, Karol Filip Bernadotte (książę Värmlandu), siostra ojca, Natascha Abensperg und Traun, kuzyn matki, Gustaf Magnuson, a także Henry d'Abo, Katharina von Horn i Marco Wajselfisz.
Został ochrzczony w szatce chrzcielnej, która była po raz pierwszy noszona przez jego pradziadka, Gustawa Adolfa Bernadotte, kiedy został ochrzczony w 1906 roku. Imię i datę chrztu dodano do sukni. Zgodnie z tradycją zapoczątkowaną na chrzcie jego ciotki został ochrzczony wodą pochodzącą z drugiej co do wielkości szwedzkiej wyspy – Olandii. Ceremonii chrztu przewodniczyła pierwsza w historii kobieta-prymas Kościoła Szwecji, arcybiskup Uppsali, Antje Jackelén. Tego samego dnia została odznaczona przez swojego dziadka, Karola XVI Gustawa, Królewskim Orderem Serafinów.
Ma dwie siostry – Eleonorę (ur. 20 lutego 2014) i Adriannę (ur. 9 marca 2018).
7 października 2019 na mocy dekretu króla Szwecji Mikołaj utracił predykat Jej Królewskiej Wysokości i przestał był członkiniem szwedzkiego domu królewskiego (ale pozostał członkiniem szwedzkiej rodziny królewskiej, zachował tytuły księcia Szwecji i księcia Ångermanlandu oraz miejsce w linii sukcesji tronu). Król Karol XVI Gustaw chciał w ten sposób uregulować, kto z jego potomków będzie reprezentował go w oficjalnych wystąpieniach – ograniczył liczbę tych osób do swoich dzieci, zięcia, synowej i dzieci najstarszej córki. Księżniczka Magdalena skomentowała decyzję ojca jako planowaną od dawna i dającą jej dzieciom więcej możliwości.

## Tytulatura
15 czerwca 2015 – 6 października 2019: Jego Królewska Wysokość książę Mikołaj, książę Ångermanlanduod
7 października 2019: Książę Mikołaj, książę Ångermanlandu

## Genealogia
| Pradziadkowie                            | Paul O'Neill ∞ Josephine Cesario                                     | Paul O'Neill ∞ Josephine Cesario                                     | Otto Walter ∞ Maria Michi                                            | Otto Walter ∞ Maria Michi                                            | Gustaw Adolf Bernadotte (1906-1947) ∞ Sybilla Koburg (1908–1972)            | Gustaw Adolf Bernadotte (1906-1947) ∞ Sybilla Koburg (1908–1972)            | Walther Sommerlath (1901–1990) ∞ Alice Soares de Toledo (1906–1997)         | Walther Sommerlath (1901–1990) ∞ Alice Soares de Toledo (1906–1997)         |
| Dziadkowie                               | Paul O'Neill (1926-2004) ∞ Eva Maria Walter (ur. 1940)               | Paul O'Neill (1926-2004) ∞ Eva Maria Walter (ur. 1940)               | Paul O'Neill (1926-2004) ∞ Eva Maria Walter (ur. 1940)               | Paul O'Neill (1926-2004) ∞ Eva Maria Walter (ur. 1940)               | Król Szwecji Karol XVI Gustaw (ur. 1946) ∞1976 Sylwia Sommerlath (ur. 1943) | Król Szwecji Karol XVI Gustaw (ur. 1946) ∞1976 Sylwia Sommerlath (ur. 1943) | Król Szwecji Karol XVI Gustaw (ur. 1946) ∞1976 Sylwia Sommerlath (ur. 1943) | Król Szwecji Karol XVI Gustaw (ur. 1946) ∞1976 Sylwia Sommerlath (ur. 1943) |
| Rodzice                                  | Christopher O'Neill (ur. 1974) ∞2013 Magdalena Bernadotte (ur. 1982) | Christopher O'Neill (ur. 1974) ∞2013 Magdalena Bernadotte (ur. 1982) | Christopher O'Neill (ur. 1974) ∞2013 Magdalena Bernadotte (ur. 1982) | Christopher O'Neill (ur. 1974) ∞2013 Magdalena Bernadotte (ur. 1982) | Christopher O'Neill (ur. 1974) ∞2013 Magdalena Bernadotte (ur. 1982)        | Christopher O'Neill (ur. 1974) ∞2013 Magdalena Bernadotte (ur. 1982)        | Christopher O'Neill (ur. 1974) ∞2013 Magdalena Bernadotte (ur. 1982)        | Christopher O'Neill (ur. 1974) ∞2013 Magdalena Bernadotte (ur. 1982)        |
| Mikołaj Bernadotte (ur. 15 czerwca 2015) |                                                                      |                                                                      |                                                                      |                                                                      |                                                                             |                                                                             |                                                                             |                                                                             |